# TOMATOS
TOMATOS（トマトス）は、1980年代初頭に松竹谷清を中心に結成された、日本のバンド。ロックステディ、レゲエ、カリプソなどカリブの音楽を早くから取り入れた。

## 来歴
1980年代初頭、友部正人のバックバンドや、ブルース・バンドのジュークなどで活動していた松竹谷清（ヴォーカル、ギター）を中心に、横銭ユージ（ドラムス）、
松井仁（ベース）、小安田憲司→小出斉（ギター）4人で「TOMATOES」を結成。
小出脱退後の1983年に日比谷野外音楽堂で行なわれた伝説的音楽イベント「天国注射の昼」に出演、東映ビデオから発売されたビデオに「ブラブラ」が収録。
1984年～1985年、「TOMATOS」に改名。じゃがたらのEBBY（ギター)、ナベ（ベース）、パラフレイズのシゲキ（ドラムス）が加入。渋谷屋根裏を中心にライブ活動を行なう
1986年、渋谷ライブインにて第1回「TOKYO SOY SOURCE」をじゃがたら、MUTE BEAT、S-KEN & HOT BOMBOMSと共に開催。（1988年まで計5回開催、第1回のみ渋谷ライブイン、2回目以降はインクスティック芝浦ファクトリー）
1987年、CSV渋谷より12インチEP『ROCK-A-BLUE BEAT』を発表、渋谷エッグマンにて小玉和文をゲストに発売記念ライブを行なう。
同レーベルから発表されたNAHKI & TOMATOS名義の7インチEP『Do What You Want』に参加し、レゲエ・ジャパンスプラッシュなどに出演する。
1988年、松竹谷は渋谷クラブクアトロのオープン記念ライブとして、スカタライツのローランド・アルフォンソをゲストに迎えたMUTE BEATに参加。後にCD化された。
また小岩から代々木に移転したライブハウス、チョコレートシティのこけら落しとして出演。MUTE BEATの小玉、増井明人をゲストにスカタライツの「BRIDGE VIEW」を演奏する。
同年より六本木インクスティックを中心に「スタンダードセッション」と銘打ち、じゃがたらやMUTE BEAT、後のピアニカ前田等とセッションを行なう。
そうした活動をベースに、ナツメグレーベルよりピアニカ前田＆GOOD BAITESとして7インチEP｢JUST YOU JUST ME｣、「ルセロ」を発表、プロデュース、演奏などで全面参加する。
1989年、ナベ、シゲキに代わり上川大輔→松永孝義、今井秀行→田中元尚が加入。
1990年、7インチEP『ROCK YOUR BABY』をリリース。
1991年、4曲入ミニ・アルバム『STEP BY STEP』をリリース。
1992年、CD「ROLAND ALPHONSO meet GOOD BAITES with ピアニカ前田 at WACKIES NEW JERSEY｣に松竹谷清が参加。また、ピアニカ前田のCD｢JUST A GUY｣にプロデュース、演奏などで全面参加。
1993年、初のフルアルバム『PARTY DOWN』、シングル『青い影』で東芝EMIからメジャー・デビュー。
1994年、松竹谷清が札幌へ移住したため、活動停止。
松竹谷清は現在、札幌にて「BAR BAHIA」を経営し、精力的に活動中。1996年には、ソロ12インチEP『I'LL REMEMBER APRIL』をリリース。
2009年には吾妻光良 & The Swinging Boppersと共に、2010年には元じゃがたらのエマーソン北村と共に「ライジング・サン・ロックフェスティバル」に出演した。
2018年、自主レーベル「BAHIA LABEL」より、22年ぶりに、ソロ7インチEP『THE CHRISTMAS SONG』をリリース。

## メンバー
- 松竹谷清 (ヴォーカル、ギター)
- 横銭ユージ (ドラムス)
- 松井仁 （ベース)
- 小安田憲司（ギター）
- 小出斉（ギター）
- EBBY（じゃがたら） (ギター)
- ナベ（じゃがたら） （ベース)
- シゲキ（現在 SWEET CALLINGにてvo.g 担当) (ドラムス)
- 今井秀行（MUTE BEAT） (ドラムス)
- 松永孝義（MUTE BEAT） (ベース)
- 田中元尚（元ブルー・トニック） (ドラムス) ※後にザ・スリルのドラムやホフディランのサポートメンバーなどで活躍
- 関口道生（元SUPER BAD）(ギター) ※後にフィッシュマンズのサポートメンバーなどで活躍
- 氏永仁 (ドラムス)

## ディスコグラフィー

### シングル
- 「ROCK-A-BLUE BEAT」（1987） ※12インチEP
- 「Do What You Want」（1987） ※NAHKI & TOMATOS名義、7インチEP
- 「ROCK YOUR BABY」（1990） ※7インチEP
- 「Strollin' with TOMATOS」（1992） ※マルチ・シングルCD
- 「青い影／何処かで」（1993） ※シングルCD

### アルバム
- 「STEP BY STEP」（1991） ※ミニ・アルバム
- 「STEP BY STEP」（1993） ※ミニ・アルバムにライブ4曲を加えた再発盤
- 「パーティー・ダウン」（1993） ※フル・アルバム
- 「ROCK-A-BLUE BEAT」（1993） ※12インチEPにライブ4曲を加えた再発盤

### 松竹谷清ソロ
- 松竹谷清 with ジューク／アップタイト「リアル・ライヴ」（1982） ※ライブ・アルバム
- 松竹谷清「I'LL REMEMBER APRIL」（1996） ※12インチEP／CD
- 松竹谷清「THE CHRISTMAS SONG」（2018） ※7インチEP

### 映像
- 「天国注射の昼」VHS（1984）　※1983年8月21日、9月17日に日比谷野外音楽堂で行われたイヴェントのオムニバス